# Zebio Còtal
Zebio Còtal è il primo  romanzo dell'autore italiano Guido Cavani del 1958.

## Storia editoriale
Il romanzo fu stampato a spese dall'autore in un'edizione di poche centinaia di copie dal tipografo modenese Ferraguti nel 1958. Fu letto da Giorgio Bassani che lo fece ripubblicare da Feltrinelli Editore, di cui era direttore editoriale, con una prefazione di Pier Paolo Pasolini.
Nel 2008 uscì in un'edizione di lusso con le tavole realizzate molti anni prima dal pittore frignanese Gino Covili, che nel 1973 aveva letto il libro rimanendone fortemente impressionato.

## Trama
Zebio Còtal è un contadino povero di San Rocco, frazione di Serra, sull'Appennino modenese, dove vive con la moglie Placida, le figlie Glizia e Concetta e i figli Pellegrino, Bianco e Tuna. Un altro figlio, Zuello, è stato mandato a servizio da Adrio, fratello di Zebio che è stato in America dove ha fatto fortuna.
Un giorno Zuello, che era stato mandato a comprare un sacco di zolfo in paese, viene licenziato dallo zio per aver usato una parte del denaro rimasto per comprarsi da mangiare in attesa di tornare da lui. S'incammina allora verso la casa paterna, ma la notizia del licenziamento lo precede grazie ad una lettera che Adrio ha spedito a suo fratello e che Zebio, essendo analfabeta, si fa leggere dal parroco don Alcide. La notizia mette Zebio di pessimo umore, spingendolo ad ubriacarsi e ad alzare le mani su moglie e figli.
Zuello incontra per strada la madre, che lo esorta a non tornare a casa per non incorrere nell'ira di Zebio; il ragazzo prosegue allora il suo viaggio dirigendosi verso l'alta montagna, per trovare un lavoro come pastore. Con l'aiuto di un suo amico stradino, Zebio scrive una cartolina postale ad Adrio, per farsi liquidare la somma dovuta a Zuello per il suo lavoro e farsi prestare dell'ulteriore denaro con cui onorare un debito contratto col commerciante Diriego Grillo. Zebio e Adrio s'incontrano al mercato di Maranello, ma il fratello più agiato si rifiuta di concedere il prestito.
Dei due figli mediani di Zebio, Pellegrino si comporta da autentico scavezzacollo, commettendo anche piccoli furti e atti vandalici; Bianco è sempre a rimorchio del fratello, senza prendere mai l'iniziativa ma senza neanche opporglisi. Quest'ultimo, un giorno, ha un malore che gli è fatale. Poco tempo dopo, Diriego Grillo esige che Zebio onori il suo debito; in caso contrario, si prenderà la maggior parte del raccolto del suo campo. La cosa sembra non turbare più di tanto Zebio; Glizia cerca allora un lavoro per conto proprio, in questo chiedendo aiuto a Franco Grotta, postino di Serra che aveva mostrato un debole per lei. Grotta la porta a fare una passeggiata e le offre da mangiare; vorrebbe poi avere in cambio un rapporto sessuale, ma la ragazza vi si sottrae.
Una sera Zebio, in stato di ebbrezza, viene fermato da due carabinieri e condotto prima in caserma poi in carcere: è accusato di aver provocato la morte di Bianco per averlo maltrattato.
Durante l'istruttoria la principale teste a sfavore, una compaesana che aveva visto Zebio che prendeva i figli a cinghiate, si contraddice più volte, mentre le deposizioni di don Alcide e del medico che ha eseguito l'autopsia scagionano sostanzialmente Zebio. Il giudice dispone pertanto la sua scarcerazione e l'archiviazione del caso.
Tornato a San Rocco, Zebio si accorge che i suoi compaesani lo evitano, più di prima. Trova poi Glizia intenta a lavorare la terra e tenta di scacciarla, ma la figlia resiste e i due vengono alle mani. Furioso per la ribellione alla sua autorità di padre, Zebio se ne va con i soli vestiti e il pochissimo denaro che ha addosso, maledicendo Glizia.
Poco dopo, spossata dal lavoro nel campo e affranta per la dissoluzione della famiglia, Placida passa a miglior vita. Tuna e Concetta sono messi in un orfanotrofio, mentre Pellegrino si è reso irreperibile per non finire in riformatorio. Glizia affitta casa e fondo e va a lavorare come sguattera e cameriera in una trattoria di Pavullo nel Frignano.
Intanto Zebio vive da vagabondo, facendo dei lavoretti e chiedendo l'elemosina per mantenersi. Giunge a San Pellegrino dell'Alpe, in Garfagnana, e visita il santuario dov'era stato molti anni prima. Riprendendo il suo cammino, incontra un giovane pastore che conduce il gregge a svernare in Maremma: si tratta di Zuello. Dopo aver parlato con lui, Zebio lo riconosce, ma si guarda bene dal rivelarsi; mentre gli dice addio, pensa che gli ha lasciato in eredità una maledizione.
In un freddo giorno d'inverno, Zebio si ferma alla locanda della Colomba di Pavullo, dove lavora Glizia, che lo riconosce. L'uomo ordina una minestra e del vino; la padrona, a cui Glizia ha rivelato l'identità del cencioso avventore, gli porta anche un secondo con contorno, dicendogli che gliel'offre un altro cliente dalla vena caritatevole, ma Zebio rifiuta in malo modo. Uscito dall'osteria, chiede un passaggio verso Serra a un camion carico di legname, ma siccome non c'è posto per lui nella cabina deve sistemarsi sul retro, in una posizione precaria. Mentre il camion affronta una curva ad alta velocità, Zebio è sbalzato fuori e cade violentemente sulla strada.

## Personaggi
- Zebio Còtal: contadino modenese di mezza età, rozzo, violento e alcolizzato.
- Placida: moglie di Zebio e madre dei suoi figli.
- Glizia: prima figlia femmina di Zebio e Placida, l'unica maggiorenne ai tempi della vicenda. Possiede un grande senso pratico.
- Zuello: primo figlio maschio di Zebio e Placida, quindici-sedicenne all'epoca della vicenda.
- Pellegrino: secondo figlio maschio di Zebio e Placida.
- Bianco: terzo figlio maschio di Zebio e Placida.
- Tuna: quarto figlio maschio di Zebio e Placida.
- Concetta: seconda figlia femmina di Zebio e Placida.
- Adrio: fratello di Zebio. Dopo essere rientrato in Italia dall'America si è stabilito in un paese sulle rive del Po, dove continua ad arricchirsi. Sfrutta spietatamente il nipote Zuello.
- Mirca: moglie di Adrio, l'unico membro della sua famiglia che mostri umanità e comprensione per Zuello.
- Franco Grotta: postino di Serra, dalla fama di donnaiolo.
- Il signor Molina: direttore dell'ufficio postale di Serra, superiore di Franco Grotta.
- Don Alcide: parroco sessantenne di San Rocco. Prende a cuore la sorte dei Còtal ed è in buoni rapporti con Placida e con Glizia, meno con Zebio.
- Diriego Grillo: agiato commerciante di Serra, creditore di Zebio.
- Il giudice: chiamato a decidere sul caso di Zebio, dietro un'apparenza imperturbabile mostra umana comprensione per l'imputato.
- Lo stradino comunale: amico di Zebio, al quale si rivolge quando deve scrivere delle missive.

## Critica
Pier Paolo Pasolini fu impressionato favorevolmente dal romanzo, al quale attribuì un'ascendenza letteraria che arrivava al verismo di Verga, passando per D'Annunzio e l'ermetismo.
Geno Pampaloni sostenne che la forza della scrittura del romanzo avrebbe portato, in tempi successivi, alla sua riscoperta.

## Edizioni
- Guido Cavani, Zebio Còtal, Modena, Ferraguti, 1958.
- Guido Cavani, Zebio Còtal, prefazione di Pier Paolo Pasolini, Biblioteca di letteratura. I contemporanei 27, Milano, Feltrinelli, 1961.
- Guido Cavani, Zebio Còtal, prefazione di Pier Paolo Pasolini, Oscar 704, Milano, Mondadori, 1976.
- Guido Cavani, Zebio Còtal, con uno scritto di Guido Davico Bonino, 900 italiano, Firenze, Giunti, 1996, ISBN 88-09-20927-3.
- Guido Cavani, Zebio Còtal, a cura di Fabio Marri e Werther Romani, illustrazioni di Gino Covili, prefazione di Giorgio Barberi Squarotti, Collana di lettere e arti 3, Pavullo nel Frignano, CoviliArte, 2008, ISBN 978-88-94599-81-7.
- Guido Cavani, Zebio Còtal, con uno scritto di Guido Davico Bonino, Novecento italiano 2, Milano, Isbn, 2009, ISBN 978-88-7638-132-4.
- Guido Cavani, Zebio Còtal, in  Fabio Marri, Patrizia Belloi ed Elis Colombini (a cura di), Romanzi, prefazione di Giorgio Barberi Squarotti, Alternative 165, Modena, Colombini, 2017, ISBN 978-88-6509-161-6.
- Guido Cavani, Zebio Còtal, prefazione di Omar Di Monopoli, Le polveri, Ladispoli, readerforblind, 2021, ISBN 978-88-94599-81-7.